# 埃爾加維蘭峰

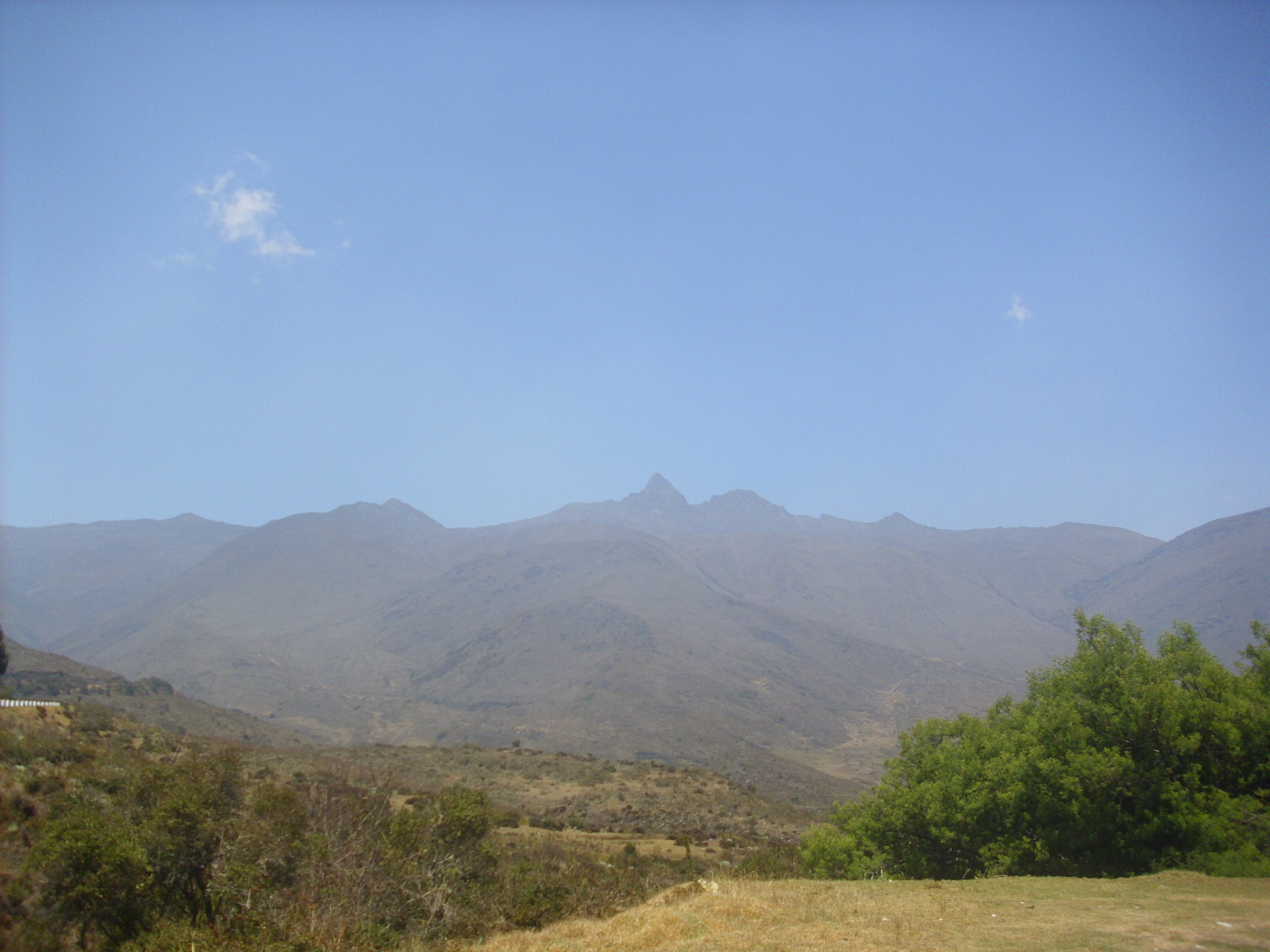

埃爾加維蘭峰（西班牙語：Pico El Gavilán），是委內瑞拉的山峰，位於該國西部梅里達州，屬於梅里達內華達山脈中庫拉塔山脈的一部分，處於蒂莫特斯附近，海拔高度4,200米。